# The Curse of Iku
The Curse of Iku è un film muto del 1918 diretto da Frank Borzage e prodotto dalla Perfection Pictures per l'Essanay di Chicago.

## Produzione
Il film fu prodotto dalla Perfection Pictures per l'Essanay Film Manufacturing Company.

## Distribuzione
Distribuito dalla George Kleine System, il film uscì nelle sale cinematografiche USA il 1º marzo 1918.